# بوب كلارك (لاعب كرة قاعدة أمريكي)
بوب كلارك (بالإنجليزية: Bob Clark)‏ هو لاعب كرة قاعدة أمريكي، ولد في 18 مارس 1863 في كوفينغتون في الولايات المتحدة، وتوفي في 21 أغسطس 1919.